# 沙比舒奶酪
沙比舒奶酪（法語：Chabichou，法語發音：[ʃabiʃu]）是一种传统的半软、未经高温杀菌、有天然外皮的法国山羊奶酪，其质地坚硬，呈奶油状。沙比舒奶酪有著米黃色的外殼，部分外殼上會有綠色的班點。隨著成熟度增加，沙比舒奶酪會由堅硬而逐漸變得柔軟。其中最具代表性的为普瓦图沙比舒奶酪（法語：Chabichou du Poitou）。